# 挪威国家石油历史

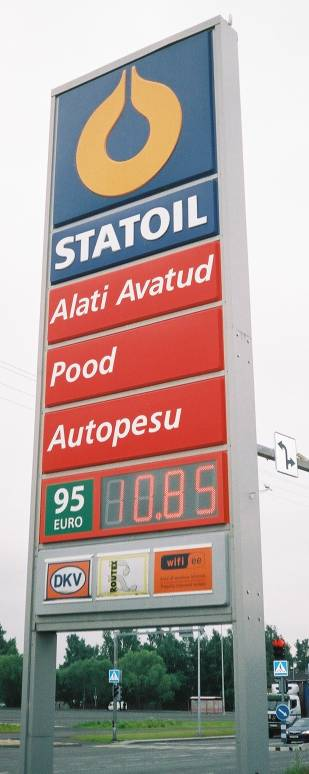
爱沙尼亚的一个Statoil加油站标志

挪威国家石油（挪威语：Statoil）ASA是一家见于1972年的挪威 石油公司，后来成为挪威国家石油海德罗的一部分，Statoil品牌被保留作为StatoilHydro加油站的品牌。2009年挪威国家石油海德罗将名称改回挪威国家石油公司。挪威国家石油是北欧最大的石油公司和挪威最大的公司，雇员超过25,000 。尽管Statoil在奥斯陆证券交易所 和纽约证券交易所上市，挪威政府依然以64%的股份作为大股东。公司总部在挪威油都斯塔万格。Statoil由the State's oil缩写而来。
挪威国家石油是世界上最大的原油净销售商之一，也是欧洲大陆天然气的主要供应商。挪威国家石油在9个国家经营2000座加油站。公司 CEO 是Helge Lund。

## 背景概况
挪威是一个自然资源极其丰富的国家。挪威经济很大程度上依赖石油产业及国际油价，例如1999年，挪威的石油及天然气占出口总额的35％。挪威不是OPEC成员。挪威是世界第三大石油输出国，输出量仅次于沙特阿拉伯和俄罗斯。以营业额计算，Statoil是挪威最大也是北欧最大的公司，总部位于挪威第四大城市斯塔万格。Helge Lund为现任（2004年8月15日至今）首席执行官。

## 国际开拓
Statoil在全球5大洲33个国家设立代表机构，油气活动覆盖价值链的各个环节。2005年1月1日，Statoil开始在中国的石油活动。
至2005年7月1日，Statoil共有25223名员工，其中50%的员工在挪威境外工作。

## 历史

### 早年
挪威国家石油公司Statoil ASA成立于1972年6月14日，是挪威国有的上市石油公司（国家控股70.9%），主要在北海进行石油勘探活动。

### 私有化
該公司於2001年私有化及上市，同時在奥斯陆证券交易所及纽约证券交易所掛牌，並改名為挪威国家石油ASA。

### 与海德罗合并
2006年12月，挪威国家石油提出与挪威海德罗公司油气部门合并的计划。2007年3月，Statoil兼并了挪威海德鲁公司Norsk Hydro下属的油气部门，于2007年10月1日更名为StatoilHydro。

## 新能源
挪威是一个风景旖旎的国家，因此Statoil也十分注重环保，尤其是新能源方面的研究。2009年，Statoil在浮动风车的基础上，开始了风能方面的探索。全世界第一架海上浮动风车Hywind于2009年6月1日安置在Karmøy西部

## 争议和腐败

### Rotvoll controversy
Statoil于2003年在伊朗经历了贪污丑闻“霍顿事件”。经美国证券交易管理委员会、美国司法部及美国检举委员会纽约区协商，2006年10月，Statoil最终被处以罚款2.1千万美元。
2005年2月22日，Statoil因在瑞典非法限价被处以罚款5千万瑞典克朗。很多公司被卷入此次事件，但瑞典认为Statoil是非法卡特尔的主要领导力量。
2005年12月，在Snorre A有216名工人的生命受到威胁，价值数十亿的材料面临被破坏的危险，虽然最终恶劣情况幸运避免了，但Statoil还是被处以8千万挪威克郎的罚款。

### Corrib天然气项目
挪威国家石油在 Corrib 天然气项目上是壳牌公司的合作伙伴。该项目打算在爱尔兰西北部海域开发 天然气，然而却备受争议。